# Luyksgestel
Luyksgestel – wieś w południowej Holandii, w prowincji Brabancja Północna, w gminie Bergeijk. Według stanu na 1 stycznia 2013 zamieszkiwały ją 2989 osoby.
We wsi znajduje się zabytkowa kaplica Świętego Krzyża, pochodząca z 1727 roku. W 1956 roku wykonano do niej witraże. Została odrestaurowana w 1974 roku i wtedy też większość wyposażenia kaplicy przeniesiono do kościoła parafialnego pod wezwaniem Świętego Marcina, znajdującego się w miejscowości. Były to m.in.: XVIII-wieczny ołtarz klasycystyczny, XVIII-wieczny krucyfiks, figurki Świętej Łucji z około 1800 roku, Świętej Barbary i Świętego Antoniego z 1880 roku.